# Линкольн (Арканзас)
Ли́нкольн (англ. Lincoln, Arkansas) — город, расположенный в округе Вашингтон (штат Арканзас, США) с населением в 1752 человека по статистическим данным переписи 2000 года.
Каждый год, в первый уикенд октября, в Линкольне проводится яблочный фестиваль.

## География
По данным Бюро переписи населения США город Линкольн имеет общую площадь в 4,66 квадратных километров, водных ресурсов в черте населённого пункта не имеется.
Город Линкольн расположен на высоте 449 метров над уровнем моря, в 13 километрах (8 миль) от границы штата Оклахома.

## Демография
По данным переписи населения 2000 года в Линкольне проживало 1752 человека, 472 семьи, насчитывалось 723 домашних хозяйств и 798 жилых домов. Средняя плотность населения составляла около 381 человека на один квадратный километр. Расовый состав Линкольна по данным переписи распределился следующим образом: 91,78 % белых, 2,57 % — коренных американцев, 0,06 % — азиатов, 3,03 % — представителей смешанных рас, 2,57 % — других народностей. Испаноговорящие составили 5,08 % от всех жителей города.
Из 723 домашних хозяйств в 29,7 % — воспитывали детей в возрасте до 18 лет, 50,2 % представляли собой совместно проживающие супружеские пары, в 12,0 % семей женщины проживали без мужей, 34,7 % не имели семей. 30,8 % от общего числа семей на момент переписи жили самостоятельно, при этом 17,0 % составили одинокие пожилые люди в возрасте 65 лет и старше. Средний размер домашнего хозяйства составил 2,42 человек, а средний размер семьи — 3 человека.
Население города по возрастному диапазону по данным переписи 2000 года распределилось следующим образом: 26,7 % — жители младше 18 лет, 8,6 % — между 18 и 24 годами, 26,7 % — от 25 до 44 лет, 21,3 % — от 45 до 64 лет и 16,8 % — в возрасте 65 лет и старше. Средний возраст жителей составил 35 лет. На каждые 100 женщин в Линкольне приходилось 88,6 мужчин, при этом на каждые сто женщин 18 лет и старше приходилось 84,1 мужчин также старше 18 лет.
Средний доход на одно домашнее хозяйство в городе составил 27 639 долларов США, а средний доход на одну семью — 37 102 доллара. При этом мужчины имели средний доход в 26 860 долларов США в год против 18 958 долларов среднегодового дохода у женщин. Доход на душу населения в городе составил 14 232 доллара в год. 12,7 % от всего числа семей в округе и 15,8 % от всей численности населения находилось на момент переписи населения за чертой бедности, при этом 18,5 % из них были моложе 18 лет и 11,8 % — в возрасте 65 лет и старше.